# Саксман (Аљаска)
Саксман (енгл. Saxman) град је у америчкој савезној држави Аљаска.

## Демографија
По попису из 2010. године број становника је 411, што је 20 (-4,6%) становника мање него 2000. године.
| Група             | 2000.       | 2010.       |
| Белци             | 121 (28,1%) | 118 (28,7%) |
| Афроамериканци    | 2 (0,5%)    | 3 (0,7%)    |
| Азијати           | 2 (0,5%)    | 2 (0,5%)    |
| Хиспаноамериканци | 10 (2,3%)   | 17 (4,1%)   |
| Укупно            | 431         | 411         |